# Aulas Régias

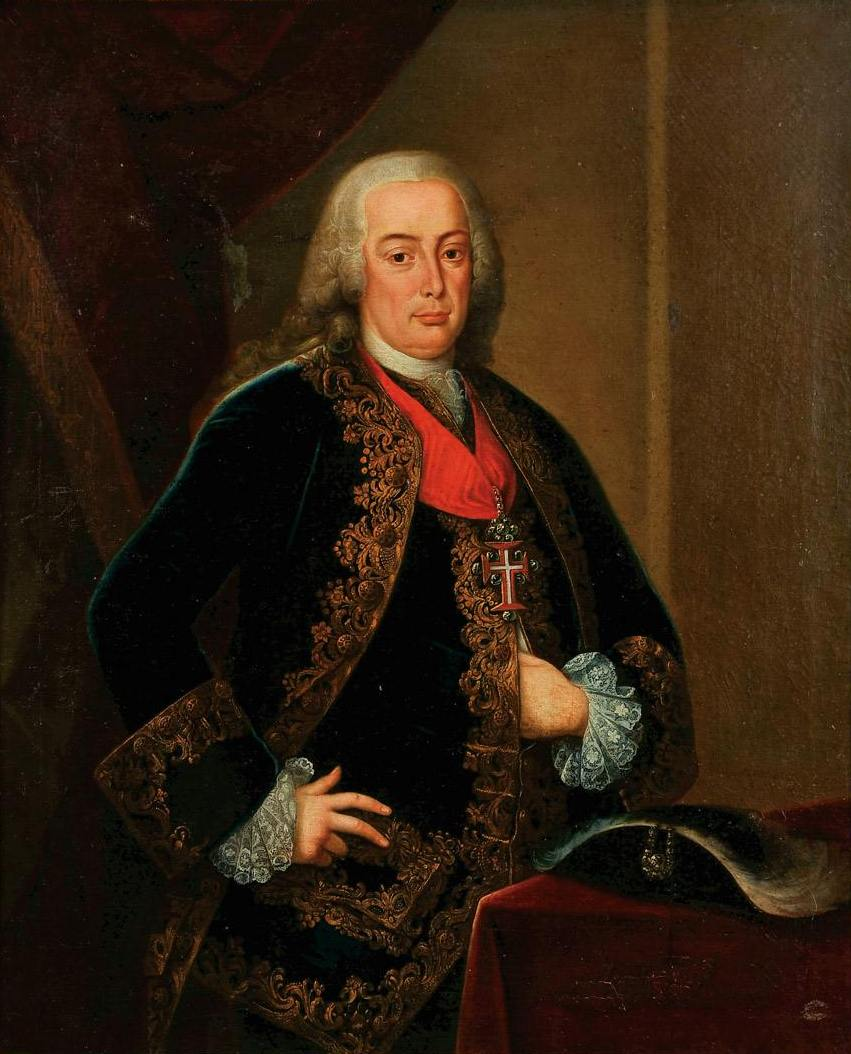
O marquês de Pombal.

As Aulas Régias foram a primeira sistematização do ensino público e laico no Reino de Portugal. Surge com o alvará de 28 de junho de 1759 e sua origem se deve ao marquês de Pombal, estando inserida nas grandes reformas políticas, administrativas, econômicas e culturais que o todo-poderoso ministro levou a cabo no reinado de Dom José I (r. 1750–1777) e nos atos de expulsão da Ordem Jesuíta de Portugal.
Antes desta sistematização o ensino público estava sob o total controle da Igreja, especialmente dos jesuítas, uma Ordem que se notabilizou pela sua atuação educativa e artística. No entanto, em meados do século XVIII a crescente influência dos padres em assuntos políticos, que gerou grandes rivalidades e controvérsias, somando-se à tendência regalista e secularizadora do governo de Pombal, marcado pela ênfase nos ideais do Iluminismo, levou o ministro a senti-los como uma ameaça aos seus planos e a lançar uma grande campanha de descrédito e perseguições, que culminou em 1759 na sua expulsão dos domínios portugueses. Com a retirada dos inacianos, abriu-se um grande vazio educacional.
Para sanar a deficiência de estruturas e professores, através de um alvará de 28 de junho de 1759 o governo institui as Aulas Régias, atendendo ao ensino elementar de letras e humanidades, bem como provendo classes de Gramática Latina, Grego e Retórica. Neste documento foi assinalado o caráter "pernicioso" do método jesuíta de ensino, declarando que um dos objetivos das mudanças era aproximar o sistema português daquele em prática nas nações mais civilizadas da Europa. Além disso, foi criado o cargo de Diretor dos Estudos, que deveria supervisionar o progresso das reformas, e definiu-se a admissão de professores por concurso. Na década de 1770 o sistema foi aprimorado com a inclusão de classes de Filosofia Moral e Racional, Economia Política, Desenho e Figura, Língua Inglesa e Língua Francesa.

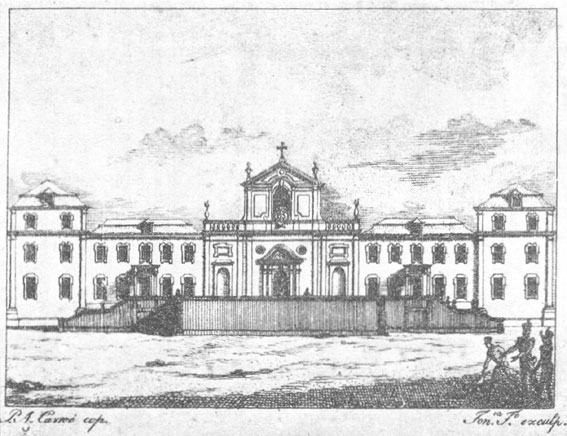
O antigo noviciado jesuíta da Cotovia, depois Real Colégio dos Nobres.

A reforma atingiu também o sistema universitário, ocasionando a reformulação dos estatutos da Universidade de Coimbra, estabeleceu um departamento especial para a nobreza, criando-se o Real Colégio dos Nobres em 1761, um colégio preparatório para os estudos universitários da elite, e determinou a criação mais tarde de aulas de Comércio, com técnicas contábeis e mercantis. 
No Brasil o impacto também foi imediato, sendo nomeado em 1759 um Diretor de Estudos, na pessoa do chanceler da Relação da Bahia, desembargador Tomás Robim de Barros, e um corpo de comissários, que incluía o chanceler da Relação do Rio de Janeiro e os ouvidores-gerais. Em 1760 foram realizados os primeiros concursos para professores em Recife e no Rio de Janeiro, mas diante da dificuldade de implementar as reformas e da escassez de recursos, a primeira nomeação ocorreu somente em 1765. Em 1771 o cargo de Diretor de Estudos foi extinto, passando-se a administração do sistema para a Real Mesa Censória, que também controlava a circulação de livros. Para aumentar as rendas dirigidas às Aulas Régias, foi instituído um imposto, o chamado "subsídio literário".
No final do século novas alterações na dinâmica administrativa transferiram o controle das Aulas para a Real Mesa da Comissão Geral sobre o Exame e Censura dos Livros, e a partir de 1799, no Brasil, a supervisão e contratação de mestres foi entregue para os bispos e os governadores de capitanias. Com a transferência da corte portuguesa para o Rio em 1808 as Aulas se multiplicaram e o príncipe-regente Dom João fomentou o ensino superior com a criação de cursos de Medicina, da Academia Real Militar e dos Laboratórios de Química e Químico-Prático, entre outras instituições, ficando o provimento de professores com a Mesa do Desembargo do Paço e um magistrado especial supervisionava o ensino cortesão. Em 1821 foi criado o cargo de Inspetor dos Estabelecimentos Literários e Científicos do Reino, centralizando em si todas as decisões referentes ao ensino público. No reinado de Dom Pedro I, em meio a uma grande crise financeira e institucional, foi introduzido o ensino no método Lancaster, onde um mestre orientava e os alunos ensinavam uns aos outros, barateando os custos e minimizando a necessidade de professores, que haviam se tornado mais raros. Após a abdicação, o Ato Adicional de 12 de agosto de 1834 reformou a Constituição e descentralizou o ensino, que passou para a responsabilidade das Assembleias Legislativas das províncias.